# David Seidel

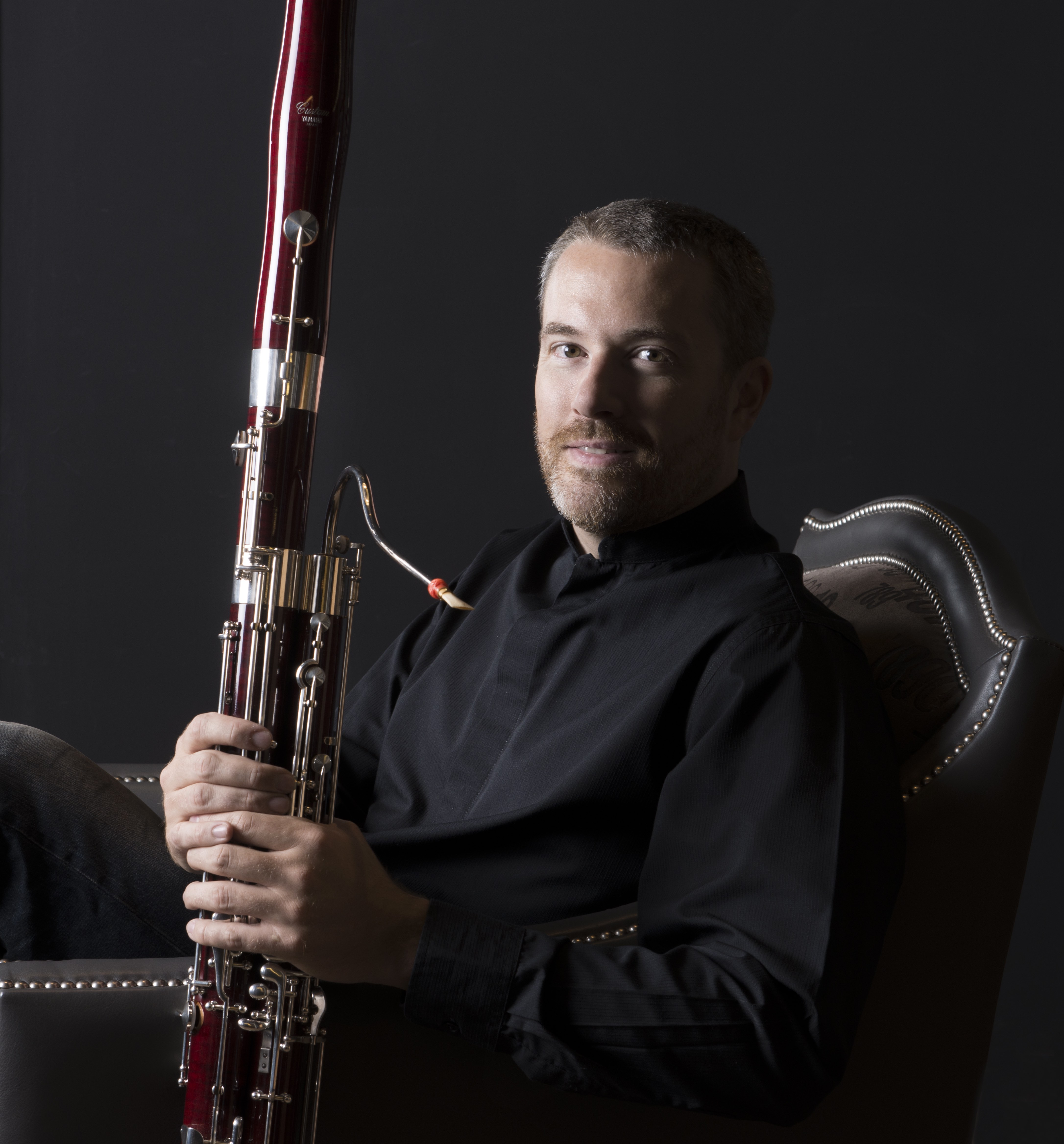
David Seidel (2015)

David Seidel (* 18. Mai 1976 in Salzburg) ist ein österreichischer Fagottist.

## Werdegang
Seidel absolvierte bei Milan Turković, Yoshinori Tominaga und Richard Galler sein Studium. Während seiner Studienzeit gewann er den Gradus ad Parnassum (1996 2. Preis, 1998 1. und Sonderpreis) und 1988 den Förderpreis des Vereins Anton Bruckner der Wiener Symphoniker. Seit Herbst 1998 ist er Mitglied des ORF-Radio-Symphonieorchester Wien und dort als Solofagottist tätig. Kammermusiktätigkeiten und solistische Auftritte, auch mit Rundfunk-Liveübertragungen, sowie Meisterkurse, ergänzten die Arbeit im Orchester.
David Seidel wurde  als Gast in die Wiener Philharmoniker, das Wiener Staatsopernorchester, die Wiener Symphoniker, das NDR-Sinfonieorchester Hamburg, die Münchner Philharmoniker, das Mozarteum-Orchester Salzburg, die Niederösterreichischen Tonkünstler sowie die Camerata Salzburg eingeladen.
Es fanden mehrere solistische Auftritte mit seinem Orchester unter Dennis Russell Davies, Bertrand de Billy und Cornelius Meister statt, sowie 2001 die österreichische Erstaufführung des Fagottkonzertes von André Jolivet. Außerdem auch mit dem Mozarteum-Orchester Salzburg, dem Stuttgarter Kammerorchester, den Vienna Classical Players, der Sinfonietta Baden und den Wiener Mozartisten.
Er ist Gründungsmitglied des Vienna Bass&oon Quartet, des Theophil Ensemble Wien des Baole Quintett Wien und der Fagotes Locos.
Mit diesen, sowie solistisch und auch in anderen Formationen gastierte er  bei den Festspielen Mecklenburg-Vorpommern, dem Festival Palmklang in Oberalm bei Salzburg und dem Moritzburg Festival.

## Diskografie
- 2008: David Seidel: Bassoon and Piano (Classic Co/Sunny/Moon)
- 2011: Theophil Ensemble Wien: Live im ORF RadioKulturhaus (Classic Concert Records)
- 2011: Theophil Ensemble Wien: Premier Plat (Classic Concert Records)
- 2013: Vienna Symphonic Play Alongs (DVD)
- 2014: Baole Quintett (Camerata Tokyo)

## Lehrtätigkeit
Seit Herbst 2010 ist er Universitätsprofessor für Fagott am Institut Oberschützen der Universität für Musik und darstellende Kunst Graz. Davor war er ein Jahr Lehrbeauftragter für Fagott an der Musik und Kunst Privatuniversität der Stadt Wien.
Er war außerdem Lektor für Kammermusik an der Universität für Musik und darstellende Kunst Wien am Institut Anton Bruckner von Herbst 2009 bis Herbst 2014.
Seit Herbst 2014 leitet er eine zusätzliche Fagottklasse an der Kunstuniversität Graz am Institut für Blas- und Schlaginstrumente in Graz im Rahmen seiner Universitätsprofessur.